# Zoo Santo Inácio
O Zoo Santo Inácio é o maior jardim zoológico do norte de Portugal, situado em Avintes, Vila Nova de Gaia. Inaugurado em 2000, alberga atualmente mais de 700 animais, de 250 espécies.

## História
Situado em Avintes, Vila Nova de Gaia, o Zoo Santo Inácio foi fundado por uma família amante da natureza, pertencente ao grupo Aveleda.
Em 2000, abriu portas, visando "aproximar a comunidade da Natureza e da Vida Selvagem, alertando para a crescente importância da Conservação das Espécies da Fauna e da Flora de todo o Mundo".
No ano de 2014, o Zoo Santo Inácio passou a integrar o Grupo Thoiry, fortalecendo o movimento a favor da Conservação da Natureza, juntando-se a parques zoológicos como: Parc Zoologique et Château de Thoiry, Parc et Château du Colombier e Safari Parc de Peaugres

## Conservação como missão
O Zoo manifesta "a sensibilização para a proteção da vida selvagem e o bem-estar dos animais" como principal preocupação, garantindo que "todos os animais acolhidos pelo Zoo, vivem em ambientes de acordo com a sua origem, proporcionando-lhes as melhores condições, para que vivam saudáveis e manifestem comportamentos genuínos". 
Em parceira com a Associação Europeia de Zoológicos e Aquários (EAZA), o Zoo Santo Inácio participa em mais de 40 Programas Europeus de Conservação de Espécies Ameaçadas de Extinção, tais como os leões-asiáticos, as panteras das neves, os pinguins-de-humboldt, as chitas, os camelos-asiáticos, os hipopótamos-pigmeu, entre outros. No total, tem 23 espécies ao abrigo do Programa Europeu de Reprodução de Espécies Ameaçadas (EEP) e 21 espécies ao abrigo do Programa Europeu de Estudo de Espécies Ameaçadas (ESB).